# Wielki zespół mieszkaniowy Siemensstadt

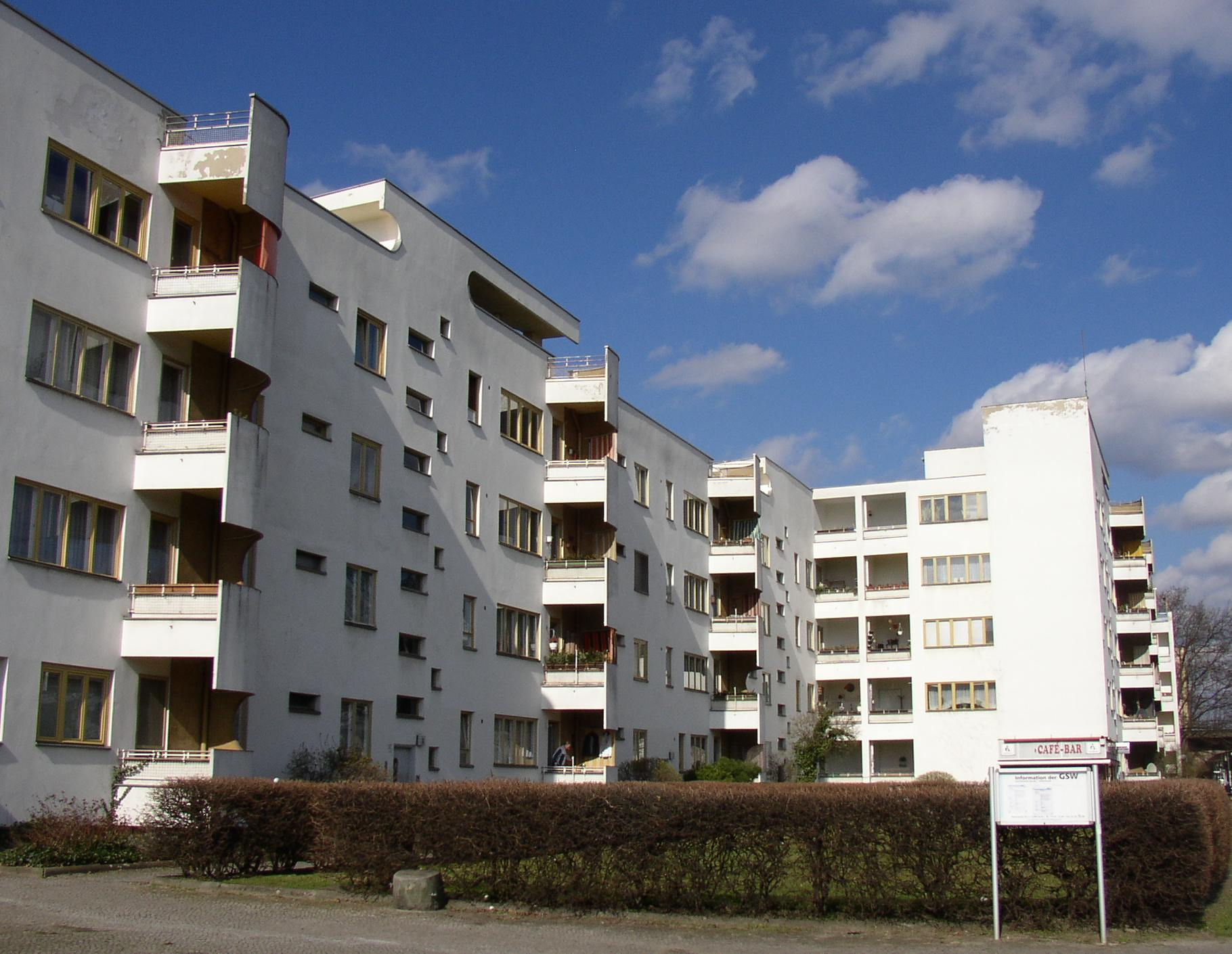
Osiedle Siemensstadt, blok mieszkalny Panzerkreuzer przy Jungfernheideweg 3–11 projektu Hansa Scharouna

Wielki zespół mieszkaniowy Siemensstadt (niem.: Großsiedlung Siemensstadt), także Osiedle Pierścienia (niem.: Ringsiedlung) – modernistyczne osiedle domów mieszkalnych w Berlinie, w dzielnicy Charlottenburg-Nord. Wzniesione w latach 1929–1931 pod kierunkiem Hansa Scharouna, powiększyło istniejące już wtedy osiedle Siemensstadt. Domy w duchu neues Bauen zaprojektowali znani niemieccy architekci z okresu Republiki Weimarskiej: Walter Gropius, Otto Bartning, Hugo Häring, Fred Forbat i Paul Rudolf Henning. Tereny wokół osiedla rozplanował Leberecht Migge.
W lipcu 2008 osiedle Siemensstadt wraz z pięcioma innymi modernistycznymi zespołami mieszkaniowymi Berlina zostało wpisane na listę dziedzictwa kulturowego UNESCO.

## Historia
Osiedle powstało w Charlottenburgu wokół Goebelplatz w bliskim sąsiedztwie zakładów Siemensa zatrudniających 60 000 pracowników. Zostało sfinansowane przez miasto po tym, jak Martin Wagner został głównym planistą Berlina. Do pracy nad osiedlem wybrano sześciu architektów: Hansa Scharouna, Waltera Gropiusa, Hugo Häringa, Otto Bartninga, Freda Forbata i Paula Rudolfa Henninga.
Hans Scharoun zrealizował tu koncepcję przestronnego, luźno zabudowanego osiedla z dużą liczbą pasów zieleni, która stała się wzorem dla budownictwa mieszkalnego po II wojnie światowej. Architektura kompleksu zrywała z koncepcją domów jednorodzinnych i ogrodów indywidualnych, oferując wielopiętrowe bloki o interesujących detalach, odróżniające je od późniejszych blokowisk powojennych – fasady z beżowej cegły i nietypowe nerkowate balkony bloku przy Goebelstrasse projektu Hugo Häringa czy przypominające żagle metalowe SHEATS balkonów bloku przy Jungfernheideweg projektu Hansa Scharouna).
W większości pięciopiętrowe domy ustawiono w równoległe rzędy z północy na południe. Na szczególną uwagę zasługuje budynek projektu Scharouna przypominający okręt wojenny i z tego powodu zwany pancernym krążownikiem (niem. Panzerkreuzer).
Ulice i place osiedla noszą nazwy upamiętniające inżynierów, wynalazców i fizyków, którzy przyczynili się do sukcesów firmy Siemens AG.

## Nazwa
Osiedle Siemensstadt nazywane jest też Osiedlem Pierścienia (niem. Ringsiedlung), upamiętniając fakt przynależności jego budowniczych do stowarzyszenia niemieckich architektów Der Ring (pol. pierścień) propagującego idee nowej rzeczowości w architekturze.

## Galeria

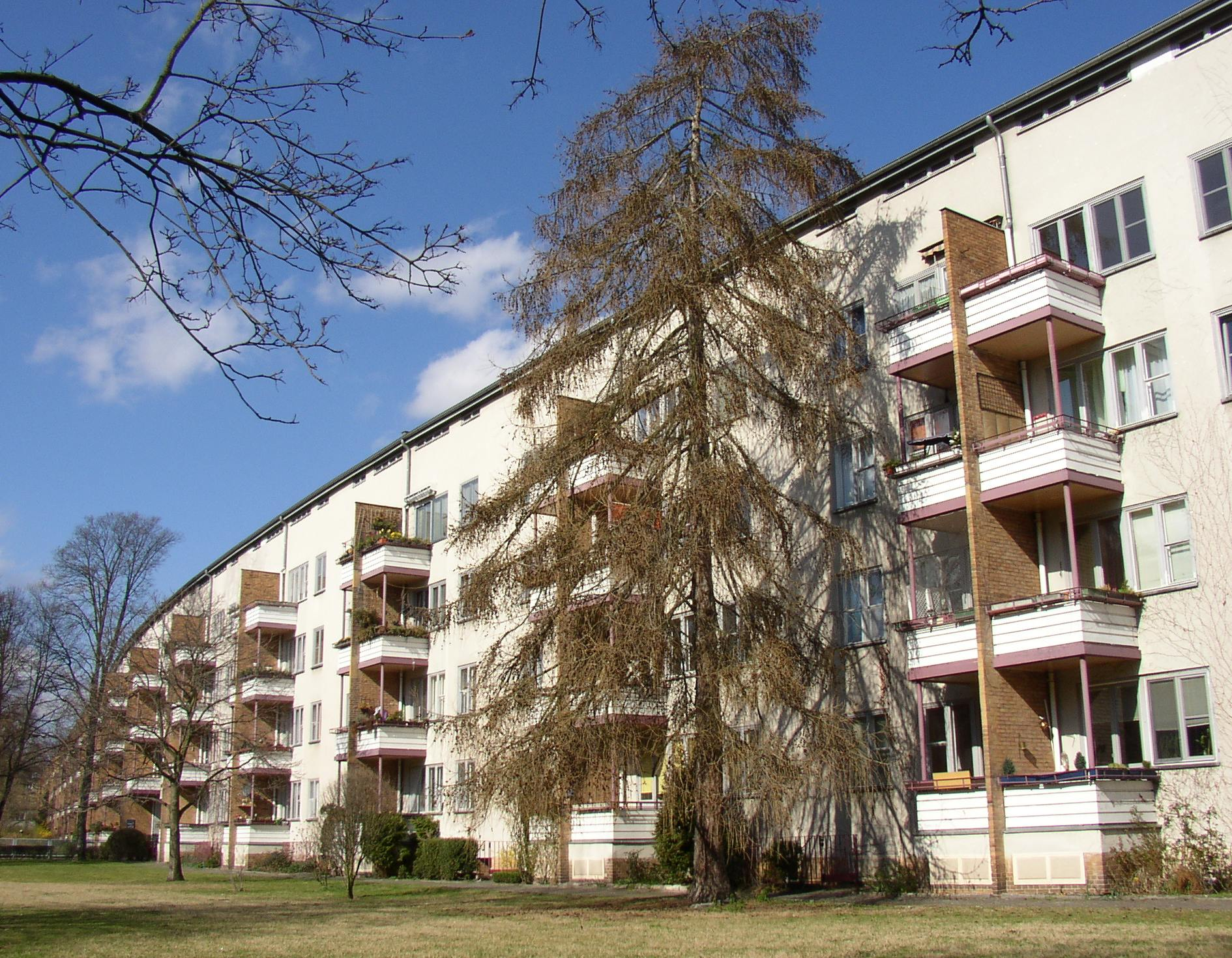
Langer Jammer przy Goebelstr. 45–69 projektu Otto Bartninga
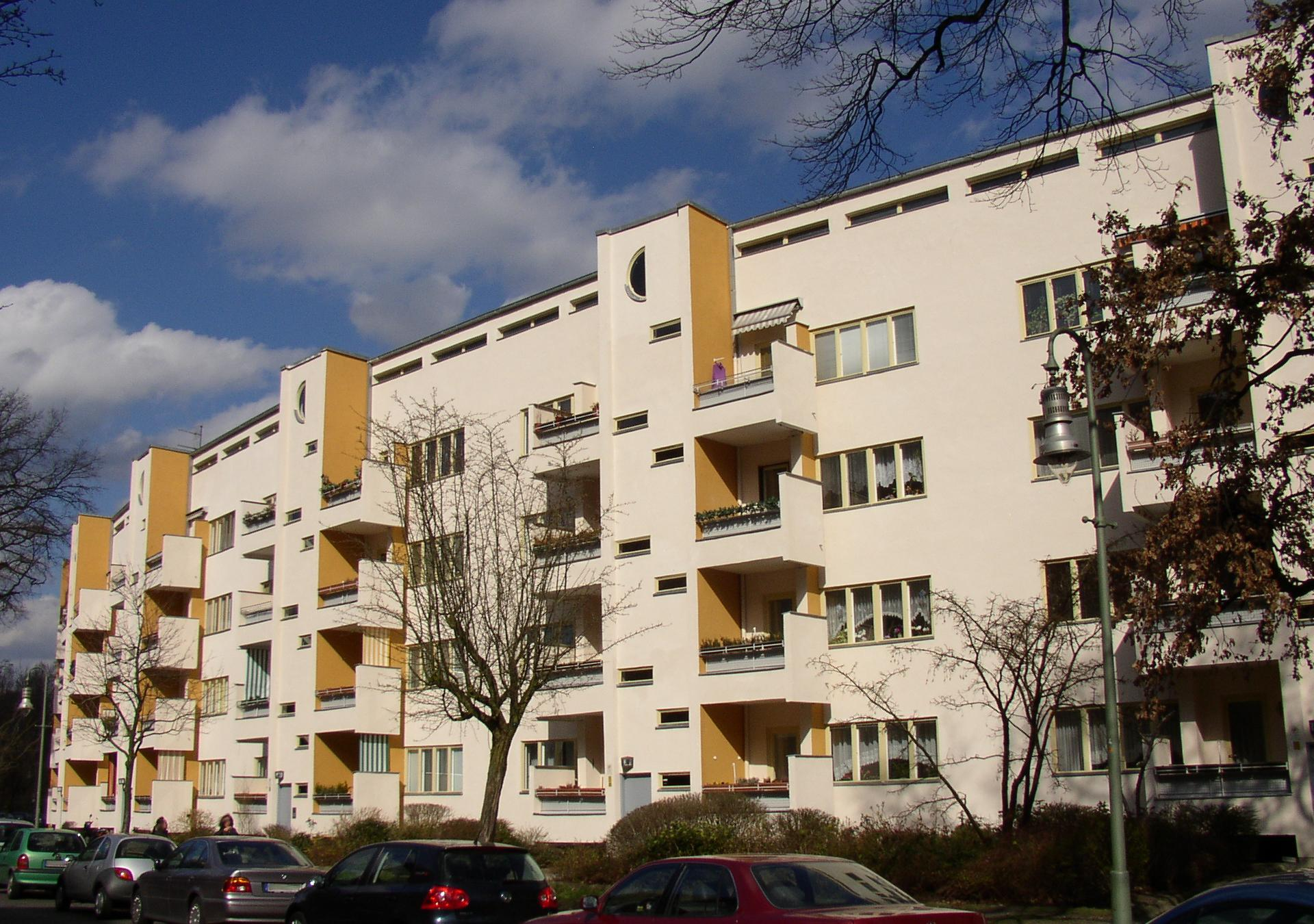
Budynki przy Mäckeritzstraße 6–14 projektu Hansa Scharouna
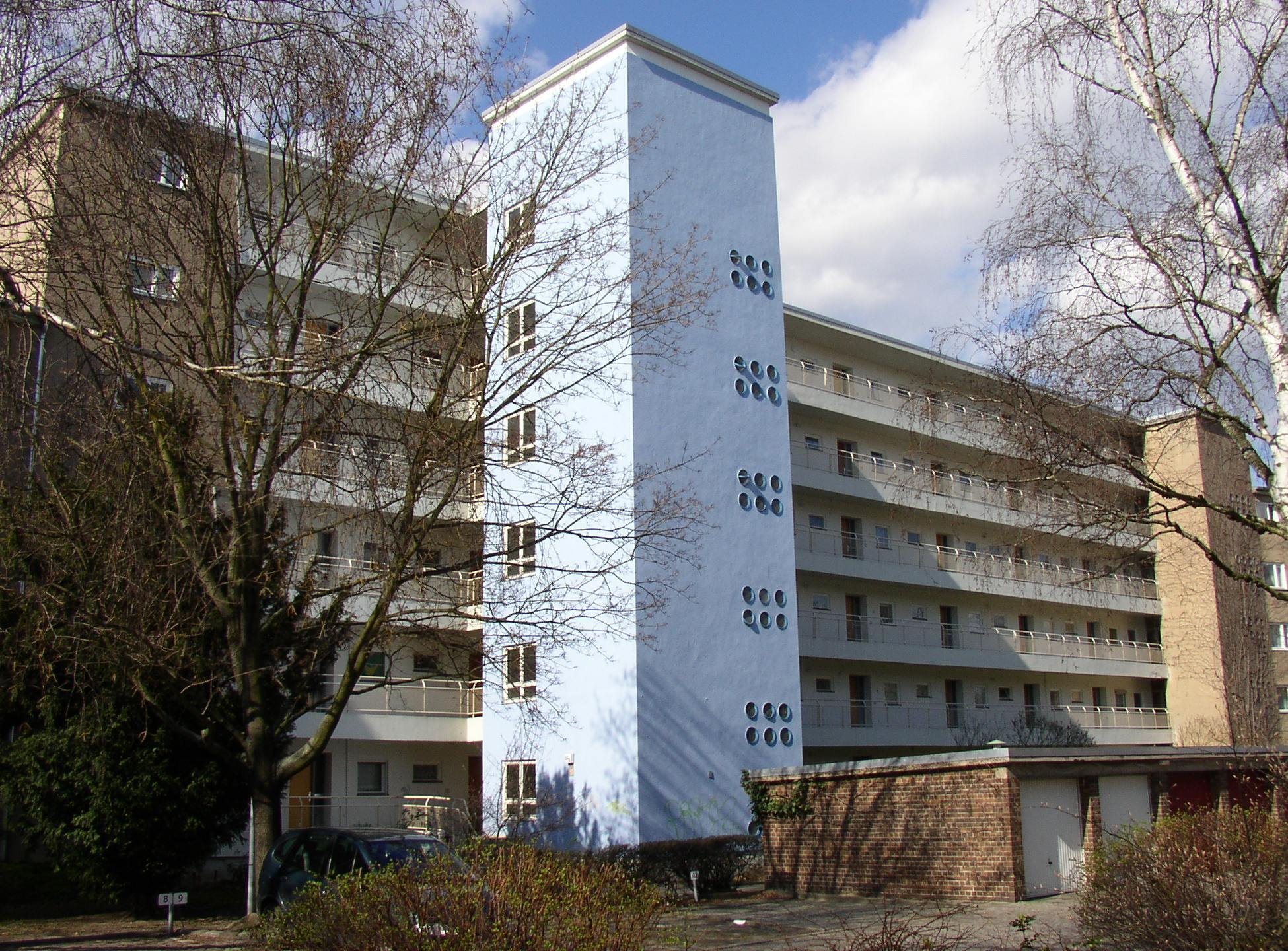
Laubenganghaus przy Heilmannring 64a projektu Hansa Scharouna
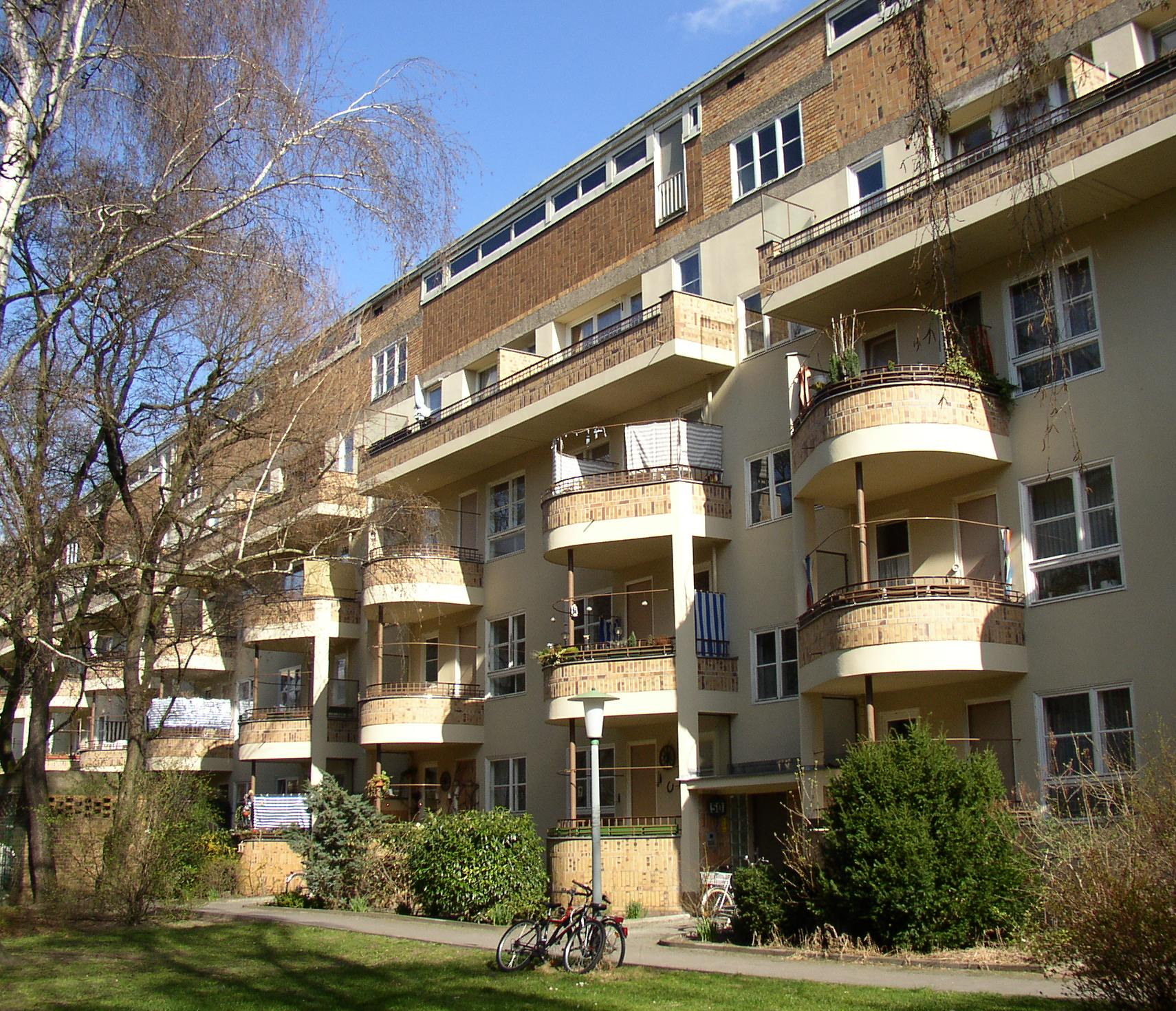
Budynek przy Goebelstr. 50 ff projektu Hugo Häringa